# Алексе, Йон
Йон Алексе (рум. Ion Alexe; род. 25 июля 1946, Корну) — румынский боксёр тяжёлой весовой категории, выступал за сборную Румынии в конце 1960-х — начале 1970-х годов. Серебряный призёр летних Олимпийских игр в Мюнхене, чемпион Европы, победитель многих международных турниров и национальных первенств.

## Биография
Йон Алексе родился 25 июля 1946 года в коммуне Корну, жудец Прахова. Активно заниматься спортом начал уже в раннем детстве, первое время тренировался в местном боксёрском зале, затем присоединился к бухарестскому спортивному обществу «Динамо». В 1968 году благодаря череде удачных выступлений удостоился права защищать честь страны на летних Олимпийских играх 1968 года в Мехико — сумел дойти здесь до стадии четвертьфиналов, после чего встретился с молодым Джорджем Форманом, будущим чемпионом мира среди профессионалов, и проиграл ему техническим нокаутом в третьем раунде (у Алексе открылось сильное рассечение над левым глазом, и рефери принял решение остановить бой).
Через много лет Форман, ставший к тому времени уже знаменитым чемпионом, отмечал в интервью следующее: «Из всех своих соперников в Мехико помню только одного — румына. Не могу вспомнить его имя, этакий коренастый левша. Он не выглядел угрожающе, но бил своей левой так сильно и точно, что у меня звон стоял в голове».
В 1969 году Алексе завоевал золотую медаль на домашнем чемпионате Европы в Бухаресте, победив всех своих соперников в тяжёлой весовой категории. Два года спустя представлял страну на европейском первенстве в Мадриде, но выбыл из борьбы за медали на стадии 1/8 финала, проиграв немцу Петеру Хуссингу. В 1972 году прошёл квалификацию на Олимпийские игры в Мюнхен — в четвертьфинале и полуфинале со счётом 5:0 победил немца Юргена Фангхенеля и шведа Хассе Томсена соответственно. В решающем матче должен был боксировать с легендарным кубинцем Теофило Стивенсоном, однако из-за травмы не смог выйти на ринг и вынужден был довольствоваться серебряной наградой.
Получив серебряную олимпийскую медаль, Йон Алексе ещё довольно долго продолжал выходить на ринг в составе национальной сборной, принимая участие в крупнейших международных турнирах. Так, в 1973 году ездил на чемпионат Европы в Белград, откуда привёз медаль бронзового достоинства (в полуфинале со счётом 1:4 уступил советскому боксёру Виктору Ульяничу). Впоследствии ещё в течение двух лет оставался действующим боксёром.Объявил о завершении карьеры спортсмена в конце 1975 года.